# Ausztriai Erzsébet francia királyné
Ausztriai Erzsébet (németül: Elisabeth von Österreich, franciául: Élisabeth d’Autriche; Bécs, Osztrák Főhercegség, 1554. július 5. – Bécs, Osztrák Főhercegség, 1592. január 22.), Habsburg-házból származó osztrák főhercegnő, IX. Károlyal kötött házassága révén Franciaország királynéja 1570-től hitvese 1574-ben betegség által bekövetkezett haláláig.
A főhercegnő volt II. Miksa német-római császár és Spanyolországi Mária császárné második leánya, II. Fülöp spanyol király unokahúga. 1570-ben kötött házasságot IX. Károly francia királlyal. A különösen szépnek és intelligensnek tartott Erzsébet olyan korban érkezett a francia királyi udvarba, amikor az országban vallásháborúk sora dúlt. Mivel ő maga nem beszélte a francia nyelvet, a valódi hatalmat pedig anyósa, Medici Katalin királyné gyakorolta, így Erzsébet az államügyekben nem tudott részt venni.
Házassága szerencsésnek indult, férje később azonban szeretőjét, Marie Touchetet részesítette előnyben. Rövid házasságuk alatt egy leányuk, Mária Erzsébet hercegnő született. Nem sokkal ezt követően a király elhunyt tuberkulózis következtében. Leányát elvették tőle, ő maga pedig visszatért szülőhazájába, Ausztriába. Bécset klarissza apácának állt, majd 1592-ben betegség következtében elhunyt, harminchét éves korában. Nyughelye a bécsi Szent István-székesegyházban található.

## Ifjúkora
Erzsébet főhercegnő 1554. július 5-én született Bécset, a Habsburg-család tagjaként. Apja II. Miksa német-római császár, I. Ferdinánd császár és király és Jagelló Anna királyné fia volt. Édesanyja apja első-unokatestvére, Spanyolországi Mária császárné volt, aki V. Károly német-római császár és Portugáliai Izabella császárné leánya volt. Erzsébet szülei tizenhat gyermeke közül született ötödikként, ő volt a második leány.
Gyermekkorát nővérével, Annával, és öccsével, Mátyással töltötte a bécsi Hofburg-palotában. Édesapjuk, a császár gyakran látogatta őket, a kis Erzsébet pedig az egyik kedvenc gyermekének számított. Szőke hajával, fehér bőrével és hibátlannak tartott alakjával a főhercegnő kivételes szépségnek számított, személyiségében pedig a császárra hasonlított: intelligens és bájos volt. A gyermekek neveléséről és tanulmányairól a flamand író és diplomata, Ogier Ghiselin de Busbecq gondoskodott, míg római katolikus hitoktatásukat édesanyjuk, a császárné személyesen felügyelte. Az alázatosnak, jámbornak és melegszívűnek tartott Erzsébet példaképe névadója, Magyarországi Szent Erzsébet volt.
Már nagyon korán, 1559 körül javasolták Erzsébet és Orléans hercegének, a későbbi IX. Károly francia királynak a házasságát. Amikor 1562-ben François de Scépeaux, a bécsi udvarba küldött francia delegáció tagja meglátta a főhercegnőt, állítólag azt a felkiáltást intézte a császárhoz, I. Ferdinándhoz (Erzsébet nagyapjához), hogy „Felség, ez itt Franciaország királynéja!”. A császár belement a két udvar közötti szorosabb együttműködés jegyében született házassági terv további folytatásába, ám azzal nem kezdtek törődni, hogy a főhercegnőt franciául is tanítsák.

## Franciaország királynéjaként

### Házassága körülményei
Miután 1569-re végleg elvetették a II. Frigyes dán vagy I. Sebestyén portugál királlyal történő esetleges házasság terveit, komolyan számításba vették a francia frigy lehetőségét. Medici Katalin francia királyné, az addigra már királlyá lett IX. Károly édesanyja és a hatalom valódi gyakorlója kezdetben Erzsébet nővérét, Annát kívánta fia feleségének, ám a főhercegnőt addigra már unokatestvérüknek, II. Fülöp spanyol királynak ígérték. Az anyakirályné végül beleegyezett a házasságba az ifjú Erzsébettel, mivel a Francia Királyságnak mielőbb szüksége volt egy katolikus frigyre a protestáns hugenották elleni küzdelemhez, továbbá a francia Capeting-ház és az osztrák Habsburg-ház közötti szövetség megszilárdítása érdekében.
A házasságra meghatalmazottak útján először 1570. október 22-én került sor a speyeri dómban, ahol a francia királyt Erzsébet nagybátyja, Ferdinánd, Tirol grófja képviselte. Hosszas ünnepléssorozatot követően november 4-én hagyta el a Német-római Birodalom területét magas rangú német méltóságok kíséretében. Az időjárás viszontagságai és az esőzés utáni nehezen járható utak miatt úgy határoztak, az esküvőre Charleville városában kerül sor. Az oda vezető úton megálltak Sedanban, ahol a főhercegnőt jövendőbeli férje két öccse, Henrik, Anjou hercege és Ferenc, Alençon hercege köszöntötte. Károly annyira kíváncsi volt menyasszonyára, hogy inkognitóban, katonának öltözve ő maga is elment Sedanba, hogy megnézze Erzsébetet.
IX. Károly francia király és Erzsébet osztrák főhercegnő 1570. november 26-án hivatalosan is összeházasodtak Charlevillében. A szertartást Charles de Bourbon roueni érsek végezte. Az esküvőt a francia pénzügyek borzalmas állapota ellenére óriási pompával ünnepelték. Erzsébet menyasszonyi ruhája gyöngyökkel kirakott ezüstszövetből állt, tiarája pedig gyöngyökkel, smaragdokkal, gyémántokkal, zafírokkal és rubinokkal volt kirakva. A hosszú út és a hideg időjárás miatt az ifjú királyné 1571 elejére megbetegedett. Mivel az esküvőre Párizstól amúgy is távol került sor, így a fiatal pár csak 1571 tavaszán térhetett vissza a fővárosba. Erzsébet francia királynévá koronázására így 1571. március 25-én került sor a Saint-Denis-székesegyházban, a koronázást Charles de Guise érsek végezte.

## Forrás
1. ↑  Marek, Miroslav: Complete Genealogy of the House of Habsburg. Genealogy.EU
2. ↑  Genealogy Database by Daniel de Rauglaudre
3. ↑  Biographie universelle ancienne et moderne, rédigée par une société de gens de lettres et de savants, Tome 13, chez L.G. Michaud, Imprimeur-Libraire, Paris, 1885, p. 61.
4. ↑  Joseph F. Patrouch, Elisabeth of Habsburg (1554–1592). In Anne Commire, ed., Women in World History, vol. 5, p. 131.

| Ausztriai Erzsébet Habsburg-ház, osztrák ág Született: 1549. november 2. Elhunyt: 1580. október 26. |                                                               |                             |
| |                                                               |                             |
| Előző Stuart Mária                                                                                  | Franciaország királynéja 1570. november 26. – 1574. május 30. | Következő Lotaringiai Lujza |